# IC 3775
IC 3775 је спирална галаксија у сазвјежђу Дјевица која се налази на листи објеката дубоког неба у Индекс каталогу.
Деклинација објекта је + 11° 45' 37" а ректасцензија 12h 47m 16,1s. Привидна величина (магнитуда) објекта IC 3775 износи 15,7 а фотографска магнитуда 16,4. IC 3775 је још познат и под ознакама UGC 7953, VCC 2049, PGC 43148.